# Conexión de red
Una conexión de red designa la conexión entre un equipo informático (en el sentido ETD, es decir, un ordenador, una impresora, etc.) y una red informática.
Se puede interpretar en varios niveles correspondientes a las capas bajas del modelo OSI:
- Puede tratarse de una conexión física (véase Capa física): el equipo considerado está en interacción eléctrica (mediante un cable de red coaxial o de par trenzado) o electromagnética (ondas de radio, infrarrojas, etc.) con los demás equipos de la red.
- Puede tratarse de una conexión lógica en el sentido de que los equipos conectados disponen del conjunto de protocolos de red necesario para, una vez activados, comunicarse entre sí. Por ejemplo, el equipo considerado tiene acceso a la red local, y, al activar protocolos superiores, puede conectarse a una red mayor, como Internet (véase Conexión a Internet).